# Братська волость
Братська волость — адміністративно-територіальна одиниця Єлизаветградського повіту Херсонської губернії.
Станом на 1886 рік — складалася з 17 поселень, 19 сільських громад. Населення — 4246 осіб (2196 осіб чоловічої статі та 2050 — жіночої), 845 дворових господарств.
|                     | Площа, десятин | У тому числі орної, дес. |
| ------------------- | -------------- | ------------------------ |
| Сільських громад    | 6442           | 3911                     |
| Приватної власності | 41177          | 8463                     |
| Казенної власності  | 2295           | 460                      |
| Іншої власності     | 120            | 30                       |
| Загалом             | 50034          | 12864                    |

Найбільші поселення волості:
- Братське (Живківка Станковічева) — містечко при річці Мертвовод за 90 верст від повітового міста, 634 особи, 142 двори. За ½ версти — православна церква, єврейський молитовний будинок, лавка, базари по неділях. За 6 верст — каплиця, паровий млин, лавка. За 12 верст — 2 трактири.
- Надеждівка (Лошавичеве) — село, 524 особи, 98 дворів.
- Ново-Олександрівка  (Радківка) — село, 668 осіб, 115 дворів.